# Beni Ilmane
Beni Ilmane (în arabă بنى يلمان) este o comună din provincia M'Sila, Algeria.
Populația comunei este de 8.777 de locuitori (2008).